# Matteuseffekten
Matteuseffekten är olika fenomen där ett system gynnar en tidigare gynnad part.
Jämför Matteusevangeliet (Matt 25:29): "Var och en som har, han skall få, och det i överflöd, men den som inte har, från honom skall tas också det han har."

## Exempel
- Barn som läser bättre än sina jämnåriga läser mer, och blir ännu bättre på att läsa. [1]
- De bästa idrottarna i en klubb blir uttagna till fler matcher/tävlingar och blir på så sätt ännu mer rutinerade.
- Populära politiska partier, organisationer och kändisar får stor uppmärksamhet i massmedia och blir ännu mer populära på de andras bekostnad.
- En mer ryktbar medarbetare i till exempel forskning får större delen av äran från ett projekt och får ännu bättre rykte.
- Studenter som deltar på ett visst undervisningstillfälle belönas med bonuspoäng till kommande tentamen och får därmed fler poäng på tentamen till följd av såväl bonuspoängen som de nya kunskaperna.
- Personer och institutioner med större förmögenhet kan ta större risk i sina investeringar och på så sätt bli ännu mer förmögna.
- Den som har råd med större förpackningar betalar mindre per kilo/liter/styck, och får därmed mer över än den som inte har samma marginaler.
- En försenad buss får fler passagerare och blir ännu mer försenad, medan bussen efteråt får färre passagerare och kommer ikapp.
- Länder som påbörjar en demokratiseringsprocess lyckas i större utsträckning om de har bättre initiala förutsättningar vad gäller politiska institutioner, BNP och utbildning.[2]